# Propuesta de invasión soviética de Hokkaidō
Durante la guerra soviético-japonesa en agosto de 1945, la Unión Soviética hizo planes para invadir Hokkaidō, la más septentrional de las cuatro principales islas del archipiélago japonés. La oposición de Estados Unidos y las dudas dentro del alto mando soviético hicieron que los planes fueran cancelados antes de que pudiera comenzar la invasión.

## Contexto
En los últimos días de la Segunda Guerra Mundial, la Unión Soviética declaró la guerra al Imperio del Japón, como acordó secretamente el régimen de Stalin en las conferencias de Teherán y Yalta. La declaración de guerra soviética fue un factor importante para la rendición de Japón el 15 de agosto. Aunque todos los demás aliados, incluido Estados Unidos, cesaron todas las hostilidades tras la rendición, Stalin ordenó a sus tropas que continuaran luchando para capturar más territorio de la descabezada Administración colonial japonesa y puso a los soviéticos en una posición de negociación más fuerte para ocupar el mismo Japón.
El Ejército Soviético conquistó con éxito la mitad sur de la isla Sajalín. La isla había sido disputada entre Japón y Rusia durante un siglo y se peleó durante la guerra ruso-japonesa de 1905, y en 1945, se había dividido entre los dos países (la mitad sur de Japón se llamaba Prefectura de Karafuto). Luego, los soviéticos capturaron las islas Kuriles a partir del 18 de agosto, tres días después de la rendición japonesa.
Mientras planeaban las conquistas de Sajalín y las Kuriles, los soviéticos consideraron necesario controlar Hokkaidō (o al menos las partes de Hokkaidō que bordean el mar de Ojotsk) para asegurar sus nuevos territorios. Sin embargo, la declaración de Potsdam del mes anterior establecía que el Japón de la posguerra controlaría sus cuatro principales islas de origen: Hokkaidō, Honshu, Kyushu y Shikoku. Por lo tanto, una ocupación soviética o incluso una anexión de Hokkaidō a la URSS probablemente habría provocado una acalorada oposición de los otros Aliados.

## Planes de batalla propuestos
El mariscal de la Unión Soviética Aleksandr Vasilevski imaginó tomar la mitad norte de Hokkaidō desembarcando en el pequeño y remoto puerto de Rumoi y ocupando todo al norte de una línea de Rumoi a Kushiro. Se utilizarían dos divisiones de fusileros del 87.º Cuerpo de Fusileros. También se enviaron unidades aéreas y marítimas a Sajalín para apoyar la invasión. Incluso con los barcos estadounidenses prestados a los soviéticos durante el Proyecto Hula, la Armada Soviética no tenía suficiente espacio de transporte para transportar ambas divisiones desde Sajalín en un solo ascensor, por lo que planeaba hacer dos viajes. El almirante Ivan Yumáshev planeaba iniciar el desembarco de Rumoi a las 05:00 del 24 de agosto.
El alto mando soviético dictó que, aunque los preparativos logísticos deberían seguir adelante, la invasión no debería comenzar sin la autorización explícita del cuartel general.

## Cancelación
El presidente de los Estados Unidos, Harry Truman, estaba dispuesto a aceptar la anexión soviética de toda la isla Sajalín y las islas Kuriles, que siguieron formando parte de la Unión Soviética después de la guerra, pero se opuso firmemente a cualquier ocupación soviética en Hokkaidō. La Declaración de Potsdam pretendía que las islas japonesas se rindieran al general estadounidense Douglas MacArthur, en lugar de a los soviéticos, por lo que Truman se negó a permitir que los soviéticos participaran en la ocupación de Japón. Asimismo, se plantearon preocupaciones dentro del alto mando soviético de que una invasión de Hokkaidō sería impráctica y poco probable que tuviera éxito, y que además violaría lo acordado en la conferencia de Yalta.
La invasión fue cancelada el 22 de agosto, dos días antes de su inicio programado, y las fuerzas soviéticas se concentraron en tomar las islas Kuriles en su lugar.

## Análisis histórico
Los historiadores generalmente han considerado improbable que una invasión de Hokkaidō hubiera tenido éxito. Los factores incluyen la pequeña cantidad de barcos de transporte soviéticos, la pequeña cantidad de fuerzas terrestres soviéticas planeadas para la invasión y la disponibilidad del poder aéreo japonés, incluidos aviones kamikaze, para disputar un aterrizaje soviético. Las fuerzas soviéticas sufrieron grandes pérdidas en la batalla de Shumshu durante la invasión de las Islas Kuriles, y los historiadores previeron problemas similares en una invasión de Hokkaidō.
El historiador Dennis Giangreco cree que las fuerzas japonesas habrían luchado ferozmente contra un ataque después de que su país se hubiera rendido, y las pequeñas fuerzas soviéticas reunidas apresuradamente no habrían podido resistir contra ellas. Debido a que los soviéticos pensaron que los japoneses no disputarían un desembarco después de que ya se habían rendido, reunieron una fuerza relativamente pequeña de dos divisiones, mucho más pequeña que los cuatro ejércitos de campaña, con un total de aproximadamente 12 divisiones, que el mariscal Gueorgui Zhúkov estimó que serían necesarias para un conquista a gran escala. Sin embargo, después de que los japoneses defendieran ferozmente Shumshu tres días después de la rendición, los soviéticos se vieron obligados a reconsiderar esta suposición.
Richard B. Frank, sin embargo, cree que a pesar de las serias deficiencias soviéticas en capacidad de transporte y cobertura aérea, los soviéticos podrían haber tenido éxito porque las defensas japonesas se concentraron en el sur del archipiélago japonés para enfrentar a los estadounidenses, en lugar de en el norte para enfrentar a los soviéticos.